# Statika

Egy tartószerkezet vázlata egyensúlyi állapotban. Az erők és nyomatékok összege zéró

A statika (vagy sztatika) a klasszikus mechanika résztudománya, az erőrendszerek tulajdonságaival és a nyugalomban lévő szerkezetek erőviszonyaival foglalkozik. A statikának a gépészmérnöki, építőmérnöki tervezésben van fontos szerepe, a gépekre, épületekre, műtárgyakra, acélszerkezetekre ható erők a szilárdsági számításokhoz szolgálnak kiinduló adatokkal. A sztatika legáltalánosabb elve a virtuális munka elve.  A folyadékok és gázok sztatikája a hidrosztatika és az aerosztatika, ez a szócikk a merev testek és merev testekből álló rendszerek statikájával foglalkozik.

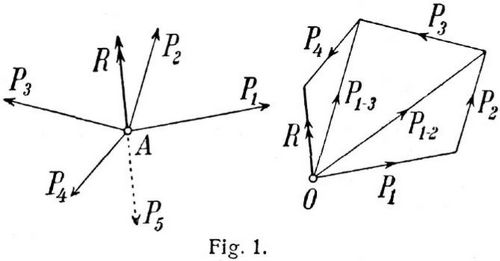
Erők eredője

F erő nyomatéka

## Alapfogalmai
- Erő. Az erő két test egymásra hatása. Az erő vektormennyiség: nagysága és iránya, valamint támadáspontja van. Az erő kötött vektor, a támadáspontján átmenő, az erővel párhuzamos egyenes az erő támadásvonala. Az erő lehet koncentrált vagy megoszló. Tulajdonképpen minden erő megoszló, vagyis nem egyetlen pontban hat, hanem egy felületen megoszlik, azonban ha ez a felület kicsi, a számítási modell egyszerűsítése céljából koncentráltnak tekintjük.
- Forgatónyomaték. Ha egy test egy pont körül el tud fordulni, a rá ható erő forgatónyomatékot okoz. A nyomaték szintén vektor, értéke az {\displaystyle \mathbf {F} } erő és támadáspontjának a ponttól számított  {\displaystyle \mathbf {r} } helyvektorának vektoriális szorzata:

{\displaystyle \mathbf {M} =\mathbf {r} \times \mathbf {F} }
A nyomatékvektor az erő és a helyvektor síkjára merőleges. Több erő esetén az eredő nyomaték az egyes erők nyomatékának összege (ugyanarra a pontra vonatkoztatva).
- Erőpár. Két azonos nagyságú, párhuzamos támadásvonalú, de ellentétes irányú erő eredője zéró, de eredő nyomatéka van mégpedig egy olyan vektor mely merőleges a két támadásvonal síkjára, nagysága pedig az erővektor és a két támadásvonal távolságának szorzata.
- Megoszló terhelés. Ez a terhelés típus egy rúd mentén megoszlik egyenletesen háromszög, trapéz vagy parabola szerint. Ezzel lehet modellezni például a rúd önsúlyát.
- Kényszerek. Egy merev test a tér három egymásra merőleges irányába elmozdulhat és három egymásra merőleges térbeli tengely körül elfordulhat: a testnek 6 szabadságfoka van. Ha a test a rá ható erők hatására nyugalomban marad, csak úgy lehetséges, hogy az elmozdulások akadályozva vannak. Az ilyen, más testek által létrehozott akadályokat kényszereknek nevezik. A kényszereken az erőrendszerrel terhelt test a kényszereken reakcióerőket és nyomatékokat ébreszt Newton harmadik törvénye szerint.
- Egyensúly. Erőrendszerrel terhelt test akkor van nyugalomban, ha a rá ható aktív erők valamint a kényszereken ébredő reakcióerők és az aktív nyomatékok valamint a reakciónyomatékok összege zéró:

{\displaystyle \sum \mathbf {F} =\mathbf {0} ;\sum \mathbf {M} =\mathbf {0} }

## Statikai feladatok

### Merev test reakcierőinek meghatározása

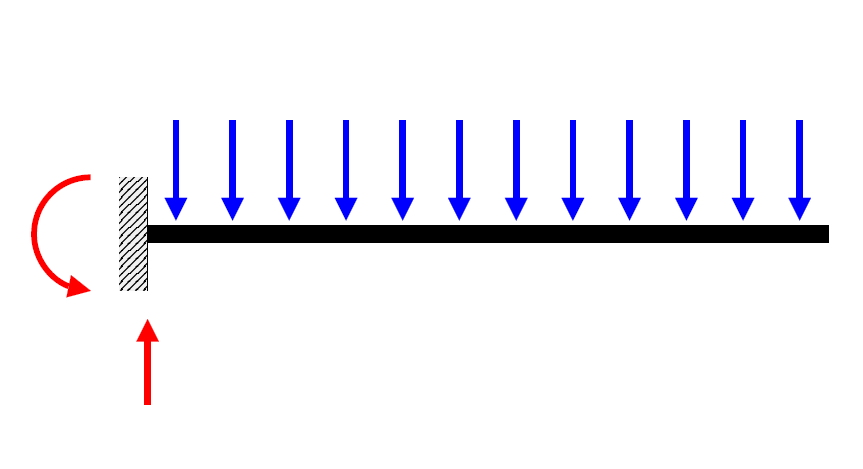
Egy oldalon befogott tartó (konzol) egyenletesen megoszló terhelés alatt

A testre ható aktív erők és nyomatékok eredője a vektoralgebra szabályai szerint számítással vagy grafikus szerkesztéssel meghatározhatók. Egyes reakcióerők iránya vagy nagysága a kényszerek elemzéséből megállapítható. Így például az első ábra bal oldali görgős támasza csak függőleges irányú reakcióerőt képes felvenni, a jobb oldali csuklón viszont reakciónyomaték nem ébredhet, mivel a szerkezet a csukló körül szabadon elfordulhat. Ha a fennmaradó ismeretlen reakciók a statikai egyensúlyt egyenletekből meghatározhatók, a rendszert statikailag határozottnak nevezik. A statikailag határozatlan alátámasztású szerkezetek reakcióinak meghatározására a statikai egyenleteken kívül más összefüggésekre is szükség van, például a szerkezet rugalmasságára, illetve az esetleges hőtágulás és támaszelmozdulás hatására. 
Statikailag határozott kényszereket jelent például egy konzolos tartó, vagyis ha egy rúd mereven be van fogva (beépítve). Ekkor a befogás helyén a reakcióerő iránya és nagysága is kiszámítható a statikai egyenletekből (vagy grafikusan szerkeszthető).

### Összetett szerkezetek

Egyszerű rácsos szerkezet vázlata

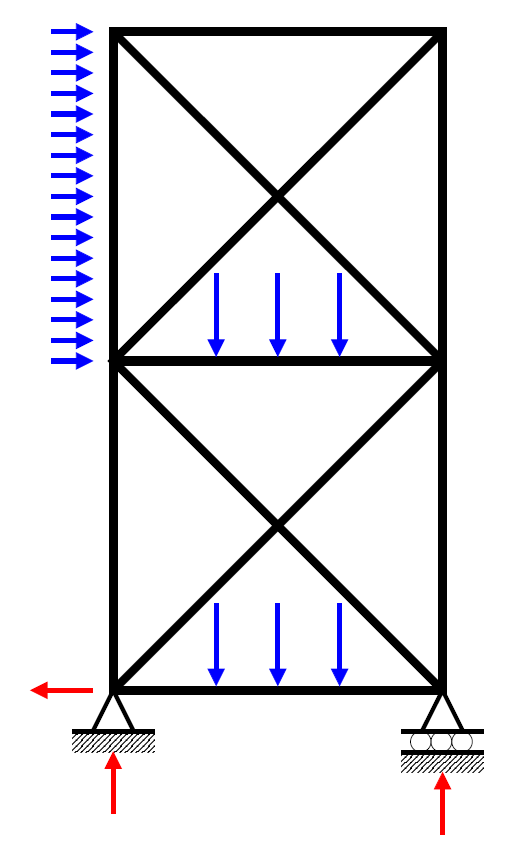
Keretszerkezet vázlata

Függőhíd vázlata

Sok, a műszaki gyakorlatban előforduló szerkezet (hidak, acélszerkezetek) több, egymással kényszerekkel kapcsolódó merev testből áll. Ezek között vannak olyanok, melyekben a belső erők és nyomatékok mindegyike a statikai egyenletekből meghatározható, de vannak statikailag határozatlan, sőt labilis szerkezetek is. 
- Statikailag határozott szerkezet. Ilyen például a rácsos szerkezet. A rácsos szerkezet rúdjai csuklókkal kapcsolódnak egymáshoz, így az egyes rudak csomópontjaiban csak erők ébrednek, nyomatékok nem. Amennyiben a terhelő erők is csak a csomópontokban hatnak, az egyes rudakban csak rúdirányú erők ébredhetnek. Az egyes rudakban ébredő erőket a csomópontokban összefutó rudak erőinek egyensúlyából lehet számítani az alátámasztástól közép felé haladva. Másik eljárás szerint a szerkezetet gondolatban két részre vágjuk, a metszésvonalra eső rudakban ébredő erők iránya adott, nagyságuk a fél szerkezet statikai egyensúlyából számítható.
- Statikailag határozatlan szerkezetek. Az ábra keretszerkezetének mint egy darab merev testnek reakciói a környezet felé statikailag határozottak. A rudak azonban nyomatékmereven csatlakoznak egymáshoz (például össze vannak hegesztve, vagy egyetlen monolit vasbeton szerkezet az egész), ezért a rudakat terhelő belső erők és nyomatékok statikai számítással nem meghatározhatók. Az ilyen szerkezetek számításához többek között va végeselemes módszer használható.
- Labilis szerkezetek. A lánchíd vagy kábelhíd függőleges terhelésre (súly) stabil rúderőket ad, de az ábrán látható modell az esetleges vízszintes irányú erő hatására el képes mozdulni. A valóságos szerkezetnél ez például a szélterhelés lehet. Természetesen ez nem jelenti azt, hogy egy függőhídon átmenni bizonytalan tevékenység, csak azt, hogy az egyszerűsített modell így viselkedik.

Kéttámaszú rúd igénybevételei

### Rudak igénybevételei
Ha a csomóponti reakciók is ismertek az aktív erőkön kívül, meghatározhatók az igénybevételek. Igénybevételeknek a tartó belső erőit és nyomatékait nevezik. A rúdnak egy keresztmetszetében képzeletbeli elvágásakor kiszámíthatók (vagy grafikusan megszerkeszthetők az egyensúly fenntartásához szükséges belső erők és nyomatékok a bal oldali (vagy a jobb oldali) aktív erők és a támaszon ébredő ismert reakcióerő segítségével. Ez a feladat mindig statikailag határozott. A belső erők keresztmetszetről-keresztmetszetre változnak és a következő összetevőkre szokás bontani:
- Rúdirányú erő vagy a keresztmetszetre merőleges, normális erő (N);
- Rúdra merőleges erő vagy nyíróerő (Q);
- Rúdirányú nyomaték vagy csavarónyomaték (T);
- Rúdra merőleges nyomaték vagy hajlítónyomaték (M).

A rúdra merőleges vektorokat még két egymásra merőleges komponensre szokás bontani. Az igénybevételek a tartóban ébredő feszültségek számításához szükséges, melyek a szilárdsági és alakváltozási számítások kiinduló adatai.